# هولوکاست در لتونی
هولوکاست در لتونی به جنایات جنگی آلمان نازی و همدستانشان در قربانی کردن یهودیان لتونی در هنگام اشغال لتونی اشاره دارد.

## اشغال توسط آلمان
ارتش آلمان صبح زود روز یکشنبه ۲۲ ژوئن ۱۹۴۱ در جبهه وسیعی که از دریای بالتیک تا مجارستان گسترده می‌شد، از مرز شوروی گذر کرد. آلمانی‌ها از راه لیتوانی به سوی دوگوپیلس و دیگر نقاط استراتژیک در لتونی پیشروی کردند. ساختار پلیس نازی شامل سازمانی به نام سرویس امنیت بود که به شکل کوته SD نامیده می‌شد و مقر آن در برلین به عنوان اداره اصلی امنیت ملی (یا رایش) شناخته می‌شد.

### اس‌دی در لتونی
پیش از حمله، SD چهار «واحد کاری ویژه» را سازماندهی کرده بود که با نام آلمانی آن‌ها «آینزاتس‌گروپن» شناخته می‌شدند. نام این واحدها یک حسن تعبیر بود، زیرا هدف اصلی آن‌ها کشتن تعداد زیادی از کسانی بود که نازی‌ها آن‌ها را «عناصر نامطلوب» می‌دانستند؛ این‌ها شامل کمونیست‌ها، کولی‌ها، بیماران روانی، همجنس گرایان و به ویژه یهودیان می‌شد. آینزاتس‌گروپن در فاصله ای نزدیک، نیروهای تهاجمی آلمان را دنبال می‌کرد و طی چند روز و گاه چند ساعت پس از اشغال یک منطقه توسط ورماخت، در لتونی حضور پیدا می‌کرد.
SD در لتونی را می‌توان در عکس‌ها و توصیف یونیفورم‌هایشان تشخیص داد؛ لباس کامل سیاه اس‌اس نازی بندرت پوشیده می‌شد. در عوض، لباس معمولی شامل یونیفورم خاکستری ورماخت با سایه‌های سیاه بود.
SD ابتدا پایه‌های قدرت خود را در لتونی توسط آینزاتس‌گروپ A مستحکم کرد، که به واحدهایی به نام آینزاتس‌کماندوهای ۱a , 1b، ۲ و ۳ تقسیم می‌شد. با پیشروی خط مقدم به سوی شرق، آینزاتس‌گروپ A تنها پس از چند هفته بودن در لتونی از آن کشور خارج شد و وظایف آن توسط SD «مقیم» تحت نظارت Kommandant der Sicherheitspolizei un SD، که به صورت کوتاه آلمانی KdS عنوان می‌شد، اجرا شد. KdS هم از اداره اصلی امنیت رایش در برلین و هم از مقام دیگری به نام Befehlshaber der Sicherheitspolizei und des SD یا BdS فرمان می‌گرفت. هر دو KdS و BdS تابع مقام دیگری به نام فرمانده اس‌اس و پلیس (Höherer SS-und Polizeiführer) یا HPSSF بودند. گستره اختیارات این گروه‌ها همپوشانی داشت و گاه مبهم بودند.

### آغاز کشتارها با ورود نیروهای آلمان

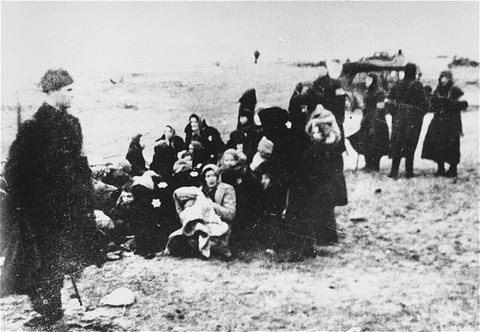
اعضای واحد دفاع شخصی لتونی گروهی از زنان یهودی را برای اعدام در ساحلی نزدیکی لیپایا گردهم می‌آورند، ۱۵ دسامبر ۱۹۴۱.

در لتونی، هولوکاست از شب ۲۳ تا ۲۴ ژوئن ۱۹۴۱ آغاز شد، هنگامی که یک گروهان SD در گورستان گروبینا شش یهودی محلی، از جمله داروساز شهر، را کشت. در روزهای بعد ۳۵ یهودی در دوربه، پریکول و آسیت پاکسازی شدند. در ۲۹ ژوئن، مهاجمان نازی اقدام به تشکیل نخستین واحد کمکی اس‌دی لتونی در یلگاوا کردند. مارتینش واگولانس، عضو سازمان پرکون‌کراستس، به عنوان رئیس آن برگزیده شد. در تابستان ۱۹۴۱، ۳۰۰ تن از اعضای این واحد در نابودی حدود ۲۰۰۰ یهودی در یلگاوا و جاهای دیگر در منطقه زمگاله شرکت کردند. نظارت بر این قتل توسط افسران SD آلمان، رودولف باتس و آلفرد بکو انجام شد که از نیروهای اس‌اس آینزاتس‌گروپ در این عملیات بهره می‌گرفتند. کنیسه اصلی یلگاوا با تلاش مشترک آن‌ها به آتش کشیده شد. پس از حمله به ریگا، فرانتس اشتالکر با کمک اعضای پرکون‌کراستس و دیگر همدستان محلی، پوگروم یهودیان را در پایتخت لتونی ترتیب داد. ویکتورس آراس، که در آن هنگام ۳۱ ساله و یکی از اعضای احتمالی سابق پرکون‌کراستس و عضوی از یک انجمن اخوت دانشجویی بود، به عنوان مجری مستقیم این عملیات گماشته شد. آراس برای مدتی مشخص در پلیس لتونی کار کرده بود.

### تشکیل آراس کماندو

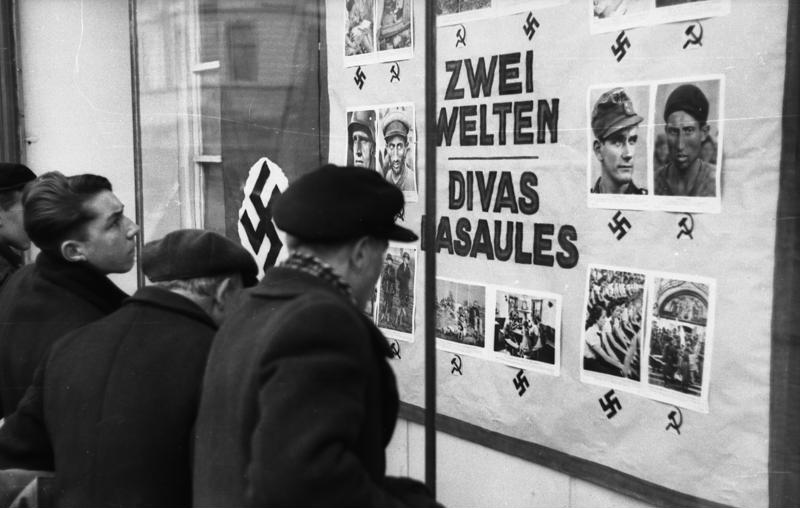
«دو جهان»: تابلوی پروپاگاندای ضد کمونیسم و ضدیهودی، لتونی، تابستان ۱۹۴۱.

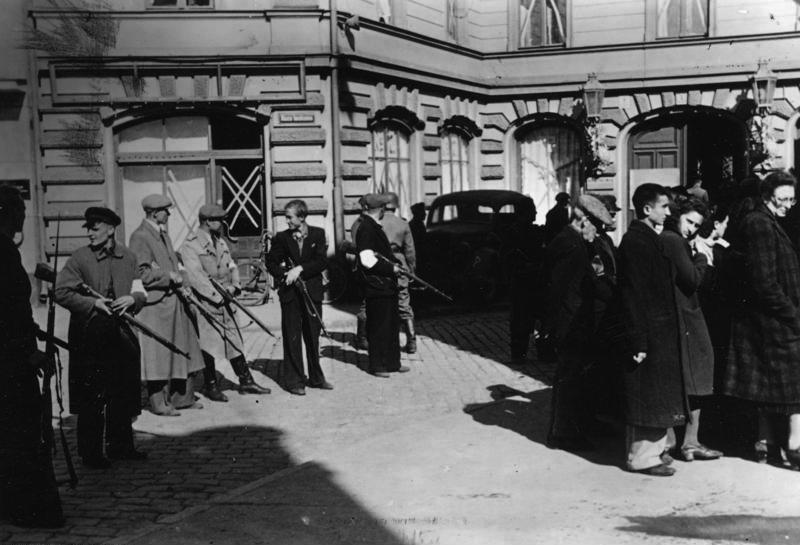
اعضای پلیس کمکی لتونی در حال به‌صف کشیدن عده‌ای یهودی در لیپایا، ژوئیه ۱۹۴۱.

در ۲ ژوئیه، ویکتورس آراس اقدام به تشکیل واحد مسلح خود کرد که به درخواست Pērkonkrusts برای گرفتن اسلحه و پاکسازی لتونی از یهودیان و کمونیست‌ها شکل گرفت. در آغاز، این واحد عمدتاً شامل اعضای انجمن‌های برادری گوناگون دانشجویی بود. در ۱۹۴۱ در مجموع حدود ۳۰۰ مرد درخواست عضویت داده بودند. نزدیکترین دستیاران ویکتورس آراس شامل کنستانتینس کاکیس، آلفرد دیکمانیس، بوریس کینسلر و هربرتس کوکورس می‌شدند. در شب ۳ ژوئیه، آراس کماندو دست به دستگیری، ضرب و شتم و سرقت از یهودیان ریگا زد. در ۴ ژوئیه، کنیسه سرودخوانی در خیابان Gogoļa و پس از آن، کنیسه‌های خیابان‌های Maskavas و Stabu سوزانده شدند. در آن روزها بسیاری از یهودیان از جمله پناهندگان از لیتوانی کشته شدند. مردان آراس کماندو با گاری و اتوبوس‌های آبی‌رنگ به مکان‌های مختلفی در کورلند، زمگاله و ویدزمه رفتند و هزاران یهودی را در آن مناطق کشتند.
بنا بود تا این کشتارها به عنوان نمونه ای برای سایر افراد یهودستیز هوادار متجاوزان نازی باشند. واحدهای تکی Selbstschutz لتونی نیز در پاکسازی یهودیان نقش داشتند. برای نمونه، در منطقه ایلوکست، یهودیان توسط واحد مرگ Selbstschutz به فرماندهی اسکارس بالتمانیس، که متشکل از ۲۰ قاتل بود، کشته شدند. تمام کشتارها توسط افسران اس‌اس و اس دی آلمان نظارت می‌شدند. در ژوئیه ۱۹۴۱، کشتار جمعی یهودیان ریگا در جنگل بیکرنیکو صورت گرفت. حدود ۴۰۰۰ تن در آنجا جان دادند. فرماندهی اعدام‌ها به عهده اشتورمبانفورر رودولف لانگ، رئیس تازه گماشته‌شده گتو ریگا، بود.

## کشتارها
به گفته تاریخ‌دان لتونیایی، اندرو ازرگایلیس، اشغال لتونی آغاز «بزرگترین عمل جنایتکارانه در تاریخ لتونی» بود. از ژوئیه ۱۹۴۱ یهودیان لتونی نیز به طرق مختلف مورد تحقیر قرار گرفتند و از حقوقی که سایر شهروندان لتونی از آن برخوردار بودند مروم شدند. یهودیان از ترک خانه‌های خود در عصر، شب و صبح به شدت منع شده بودند. سهمیه غذای کمتری به آنها اختصاص داده شد، آنها تنها می‌توانستند در بعضی فروشگاه‌های ویژه خرید کنند و ناچار بودند که نشان شناسایی - ستاره داوود زردرنگ - بر روی لباس‌هایشان بگذارند. حضور آنها در مکان‌هایی که در آن رویدادهای عمومی برگزار می‌شود، از جمله سالن‌های سینما، زمین‌های ورزشی و پارک‌ها، ممنوع بود. آن‌ها اجازه استفاده از قطار و تراموا، رفتن به حمام عمومی، استفاده از پیاده‌روها، حضور در کتابخانه‌ها و موزه‌ها یا رفتن به مدارس را نداشتند و ناچار شدند دوچرخه‌ها و رادیوهای خود را تحویل دهند. پزشکان یهودی تنها مجاز به مشاوره و درمان یهودیان بودند و اداره داروخانه برای آنها ممنوع بود. بالاترین هنجارها برای مبلمان، لباس و پارچه نیز به زودی برای یهودیان معرفی شدند. کلیه اشیای قیمتی‌تر از هنجار معمول برای نیازهای رایش مصادره می‌شدند. تمام جواهرات، اوراق بهادار، سکه‌های طلا و نقره باید در صورت درخواست در اختیار گذاشته می‌شدند. از این روی، یهودستیزی منبع غنی شدن مقامات نازی و همدستان محلی آن‌ها، که اموال یهودیان را مصادره می‌کردند، شد. پاکسازی یهودیان متناسب با اهداف این نازی‌ها بود، چرا که کسی زنده نمی‌ماند و خواستار بازگرداندن وسایل دزدیده شده نمی‌شد.

### لیپایا
در لیپایا نخستین کشتار جمعی یهودیان در ۳ و ۴ ژوئیه رخ داد که در آن حدود ۴۰۰ نفر به ضرب گلوله کشته شدند؛ و نیز در ۸ ژوئیه که ۳۰۰ یهودی کشته شدند. گروهی آلمانی از SD و مردان پلیس تیراندازی‌ها را انجام دادند، و در همین حال اعضای Selbstschutz لتونی قربانیان را به محل کشتار می‌فرستادند. در ۱۳ ژوئیه، تخریب کنیسه بزرگ آوازخوانی لیپایا آغاز شد. طومارهای کتاب مقدس در میدان Ugunsdzēsēju بر روی زمین پخش شدند، و یهودیان ناچار شدند که بر روی مقدسات خود راه بروند، در حالی که تماشاگران عادی از صحنه دیدن می‌کردند. این عملیات با هدایت مستقیم ارهارد گراوئل، فرمانده زوندرکوماندو انجام شد.

## هولوکاست کولی‌ها در لتونی
به نسبت گروه‌های شناخته شده دیگر، کمتر دربارهٔ هولوکاست مردم کولی، موسوم به پرایموس، سخن گفته می‌شود. بیشتر اطلاعات موجود در مورد آزار و اذیت کولی‌ها در اروپای شرقی تحت اشغال نازی‌ها مربوط به لتونی است. بر پایه سرشماری سال ۱۹۳۵ در لتونی، ۳٬۸۳۹ کولی در این کشور زندگی می‌کردند که بیشترین جمعیت در میان کشورهای بالتیک به‌شمار می‌رفت. بسیاری از آن‌ها درون کشور به شکل عشایری سفر نمی‌کردند، بلکه زندگی ساکن یا «ایستا» داشتند.
در ۴ دسامبر ۱۹۴۱، هینریش لوهس فرمانی صادر کرد که در آن آمده بود:
کولیانی که در حومه‌ها شهرها می‌چرخند خطری دوسویه به همراه دارند:
1. به عنوان منتقل‌کنندگان بیماری‌های همه‌گیر، همچون تیفوس؛
2. به عنوان عناصر نامطلوبی که نه از قوانین صادره توسط مقامات آلمانی تبعیت می‌کنند، و نه حاضر به انجام کار مفید هستند.

گمانه‌ای قوی وجود دارد مبنی بر اینکه این مردمان به دشمن اطلاعات می‌دهند و از این رو به اهداف آلمان ضربه می‌رسانند. از این روی، من فرمان می‌دهم تا با آن‌ها همچون یهودیان برخورد شود.
اگرچه نام لوهس بر روی این فرمان بود، اما در واقع به درخواست برونو یدیک ، [۲۱] رئیس اوردنونگس‌پولیتزای در کشورهای بالتیک، صادر شد. یدیک به نوبه خود تابع فردریش یکلن، مرد ارشد اس‌اس در کشورهای بالتیک و بلاروس بود.
کولی‌ها همچنین از زندگی در کنار ساحل منع شده بودند. تاریخ‌دان لوی بر این باور است که این محدودیت ممکن است پیش‌درآمد نخستین کشتار بزرگ کولی‌ها در لتونی بوده باشد. در ۵ دسامبر ۱۹۴۱، پلیس لتونی در لیپایا ۱۰۳ کولی (۲۴ مرد، ۳۱ زن و ۴۸ کودک) را دستگیر کرد. از میان این افراد، پلیس لتونی ۱۰۰ تن را به سرپرستی رئیس پلیس آلمان، فریتس دیتریش، «برای پیگیری» (به آلمانی: zu weiteren Veranlassung)، که حسن تعبیر نازی‌ها برای قتل بود، تحویل داد. در ۵ دسامبر ۱۹۴۱، همه ۱۰۰ تن در نزدیکی فروئنبورگ کشته شدند.
در ۱۲ ژانویه ۱۹۴۲، یدیک دستور لوهس را در ۴ دسامبر ۱۹۴۱ ابلاغ کرد و به زیردستان خود دستور داد که در همه موارد اطمینان حاصل کنند که «پیگیری» های مورد نیاز انجام شوند. تا ۱۸ مه ۱۹۴۲، پلیس آلمان و فرمانده اس‌اس در لیپایا در سیاهه‌ای خاطر نشان کرد که طی دوره‌ای نامشخص پیش از آن، ۱۷۴ کولی با تیراندازی کشته شده‌اند. سیاست آلمان در مورد کولی‌ها متنوع بود. به‌طور کلی، به نظر می‌رسید کولی‌های سرگردان یا «در گردش»، بر خلاف جمعیت غیر سرگردان یا «ایستا»، هدف قرار گرفته بودند؛ بنابراین، در ۲۱ مه ۱۹۴۲، فرمانده اس‌اس در پلیس لیپایا اعدام ۱۶ کولی گردشی از منطقه هاسن‌پوت را ثبت کردند. با این حال، اسناد و مدارک اغلب میان گروه‌های مختلف کولی تمایز قائل نمی‌شدند، و از این روی در ۲۴ آوریل ۱۹۴۲، گزارش شد که ۱۲۷۲ تن، از جمله ۷۱ کولی، کشته شده‌اند، بدون شرح بیشتر. علاوه بر این، سیاست نازی‌ها در مورد نحوه روبرو شدن با کولی‌ها به شکل تناوبی تغییر می‌کرد و برخورد با هر گروه خاص از کولی‌ها را نمی‌توان لزوماً منعکس کننده آنچه که به نظر می‌رسد سیاست رسمی آن زمان بوده باشد، به‌شمار آورد.
همچون یهودیان، کشتار کولی‌ها در سراسر شهرهای کوچکتر لتونی و با کمک لتونی‌های محلی انجام شد. گزارش شده‌است که آراس کماندو بسیاری از کولی‌ها را میان ژوئیه و سپتامبر ۱۹۴۱ کشت. در آوریل ۱۹۴۲، ۵۰ کولی، عمدتاً زنان و کودکان کوچک، در زندان والمیرا گردآورده شدند، سپس آنها را بیرون برده و تیرباران کردند. کشتارهای دیگری در باوسکا و توکومس گزارش شده‌اند.
مشخص نیست که چه تعداد از کولی‌های لتونی توسط نازی‌ها و همکاران لتونی آنها کشته شدند. ازرگایلیس تخمین می‌زند که نیمی از جمعیت کولی‌ها کشته شدند، اما احتمالاً هرگز تعداد مشخص تری وجود نخواهد داشت.

## عدالت

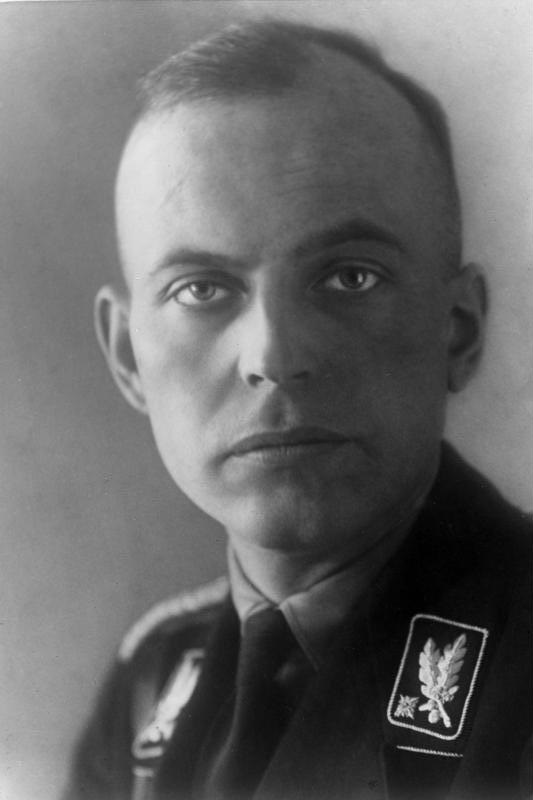
اس‌اس-اوبرگروپنفورر هانس-آدولف پروتسمان.

برخی از قاتلان رومبولا پس از جنگ دستگیر شدند.
- هینریش لوهس عضوی از گروهی از نازی‌ها بود که بعدها در جریان دادگاه نورنبرگ با وی «به طرز شگفت‌انگیزی با ملایمت برخورد شد».[۱۸] در پرونده لوهس، ظاهراً چون مقامات بریتانیایی بر این باور بودند وی نقشی در جنایات نازی‌ها در کشورهای بالتیک نداشته‌است، وی به دادگاه «نازی‌زدایی» آلمان غربی تحویل داده شد. با محکومیتی بیشینه ۱۰ سال، لوهس در اوایل سال ۱۹۵۱ «به دلیل نخ‌نمای بیمار بودن» آزاد شد.[۱۹] [مرگ در ۱۹۶۴]
- ویکتورس آراس در دادگاه بریتانیا به جرم جنایات جنگی متهم شد، اما در سال ۱۹۴۸ آزاد شد و پس از آن سال‌ها در آلمان غربی پنهان ماند. اگرچه او هنوز یک جنایتکار جنگی تحت تعقیب به‌شمار می‌رفت، اما به عنوان راننده برای یک واحد نظامی انگلیس در منطقه اشغالی غربی کار کرد.[۱۹] سرانجام آراس دستگیر شد و در سال ۱۹۷۹، در دادگاه آلمان غربی به جرم قتل محاکمه و محکوم شد.[۱۹][۲۰][۲۱] [مرگ در ۱۹۸۸]
- فریدریش یانکه، یک پلیس نازی که در راه اندازی گتو ریگا و سازماندهی راهپیمایی به سوی گودال‌ها نقش مهمی داشت، همچون آراس در دهه ۱۹۷۰ در آلمان غربی دستگیر و محاکمه شد.[۲۲]
- هربرتس کوکورس به آمریکای جنوبی فرار کرد، و در آنجا بعدها به قتل رسید. گفته می‌شود که پس از آنکه مشخص شد وی به اتهام شرکت در هولوکاست محاکمه نخواهد شد،[۲۳] او توسط مأموران موساد، که وی را با وعده ساخت یک تجارت هوایی از برزیل به اروگوئه کشانده بودند، ترور شد.[۲۴]
- ادوارد اشتراوخ، سرهنگ دوم اس‌اس، فرماندهی یک واحد فرعی از قاتلان رومبولا به نام «آینزاتس‌کماندو ۲» را بر عهده داشت.[۲۵] علی‌رغم تلاش برای تمارض به بیماری روحی، وی به دلیل داشتن نقشی اساسی در رومبولا و تعدادی دیگر از کشتارهای گسترده در اروپای شرقی توسط دادگاه نظامی نورنبرگ در دادگاه آینزاتس‌گروپن محکوم شد. در ۹ آوریل ۱۹۴۸، رئیس دادگاه مایکل موسمانو حکم دادگاه را در مورد اشتراوخ اعلام کرد: «متهم ادوارد اشتراوخ، بر پایه کیفرخواستی که به دلیلش شما مورد محاکمه قرار گرفتید، دادگاه شما را به مجازات اعدام محکوم می‌کند.»[۲۶] بر خلاف دیگر متهمانی در همان دادگاه چون اوتو اولندرف و پاول بلوبل، اشتراوخ اعدام نشد. در عوض، وی برای محاکمه به مقامات بلژیک، جایی که مرتکب جرایم دیگری شده بود، تحویل داده شد. وی در ۱۱ سپتامبر ۱۹۵۵ در بازداشت بلژیک درگذشت.[۲۷]
- فریدریش یکلن پس از جنگ به بازداشت شوروی درآمد. وی در ۳ فوریه ۱۹۴۶ در ریگا مورد بازجویی و محاکمه قرار گرفت، و پس از محکومیت، به دار آویخته شد. بر خلاف تصوری اشتباه، اعدام در خاک گتو سابق ریگا اتفاق نیفتاد، بلکه در میدان پیروزی (Uzvaras laukums) رخ داد.[۲۸]
- فریتز دیتریک در دادگاه داخائو محاکمه شد و در سال ۱۹۴۸ به جرم قتل اسیران جنگی در زندان به دار آویخته شد.